# Джуніо Хамано
Джуніо Сі Хамано (яп. 濱野 純, Hamano Jun) — програміст з Японії, проживає у Сан-Франциско, працює у Google з 2010 року. З 28 липня 2005 року, через 2 місяці після першого випуску, координує розробку розподіленої системи керування версіями Git. Брав активну участь у розробці ядра Linux версії 2.6 та утиліти GNU Tar.